# لاكلان مكينتوش
لاكلان مكينتوش (بالإنجليزية: Lachlan McIntosh)‏ هو ضابط أمريكي، ولد في 17 مارس 1725 في Kingussie ‏ في المملكة المتحدة، وتوفي في 20 فبراير 1806 في سافانا في الولايات المتحدة.

## وصلات خارجية
- لاكلان مكينتوش على موقع إن إن دي بي (الإنجليزية)